# Oulu

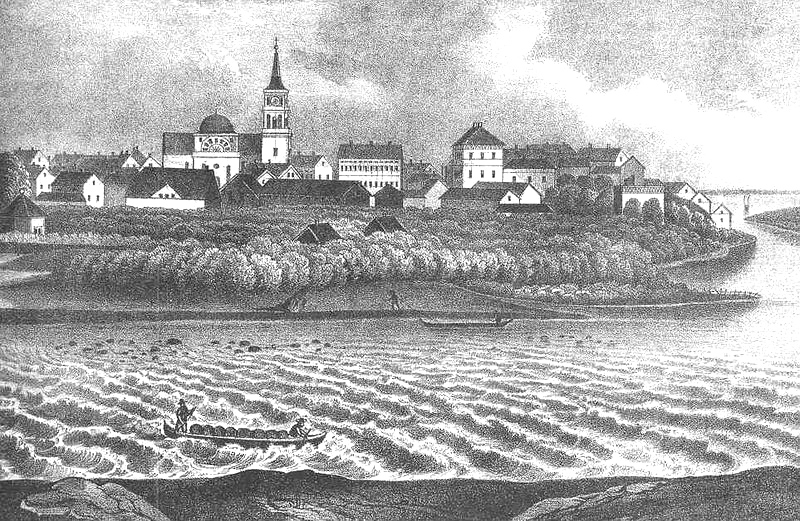
Panorama Oulu z 1840 roku - litografia J. Boströma

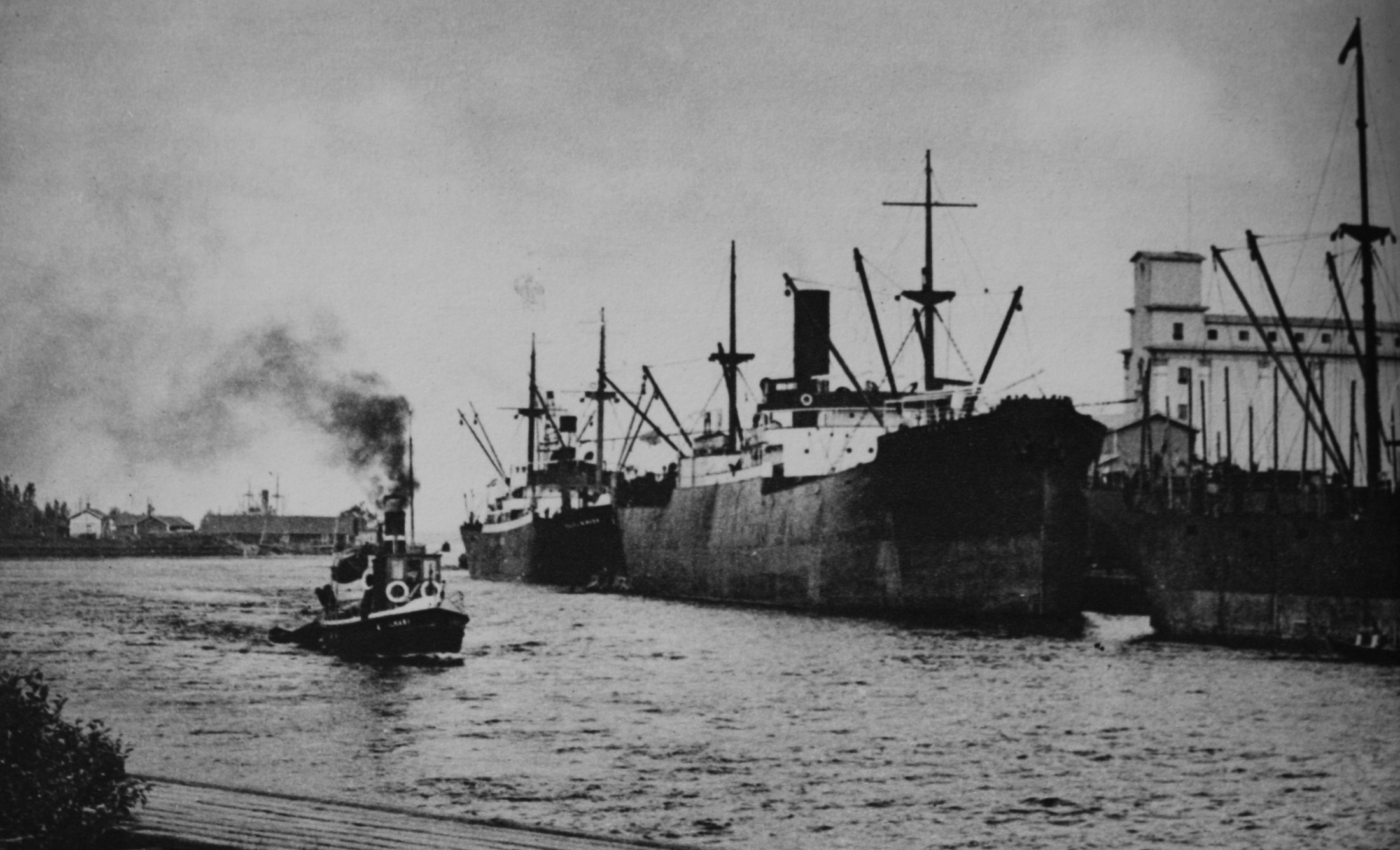
Przystań w Toppili w latach 40.

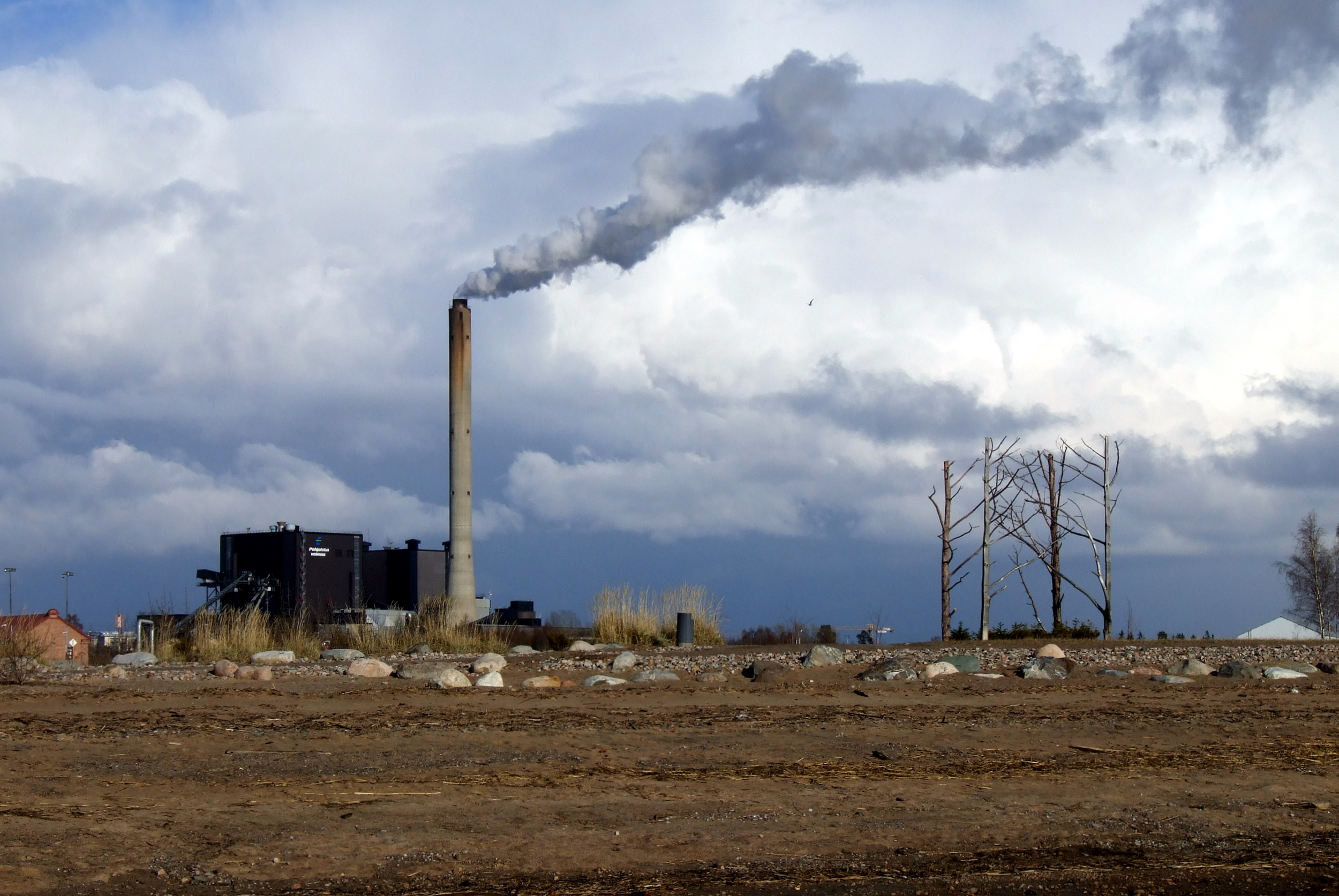
Elektrownia Toppila – widok z Toppilansaari

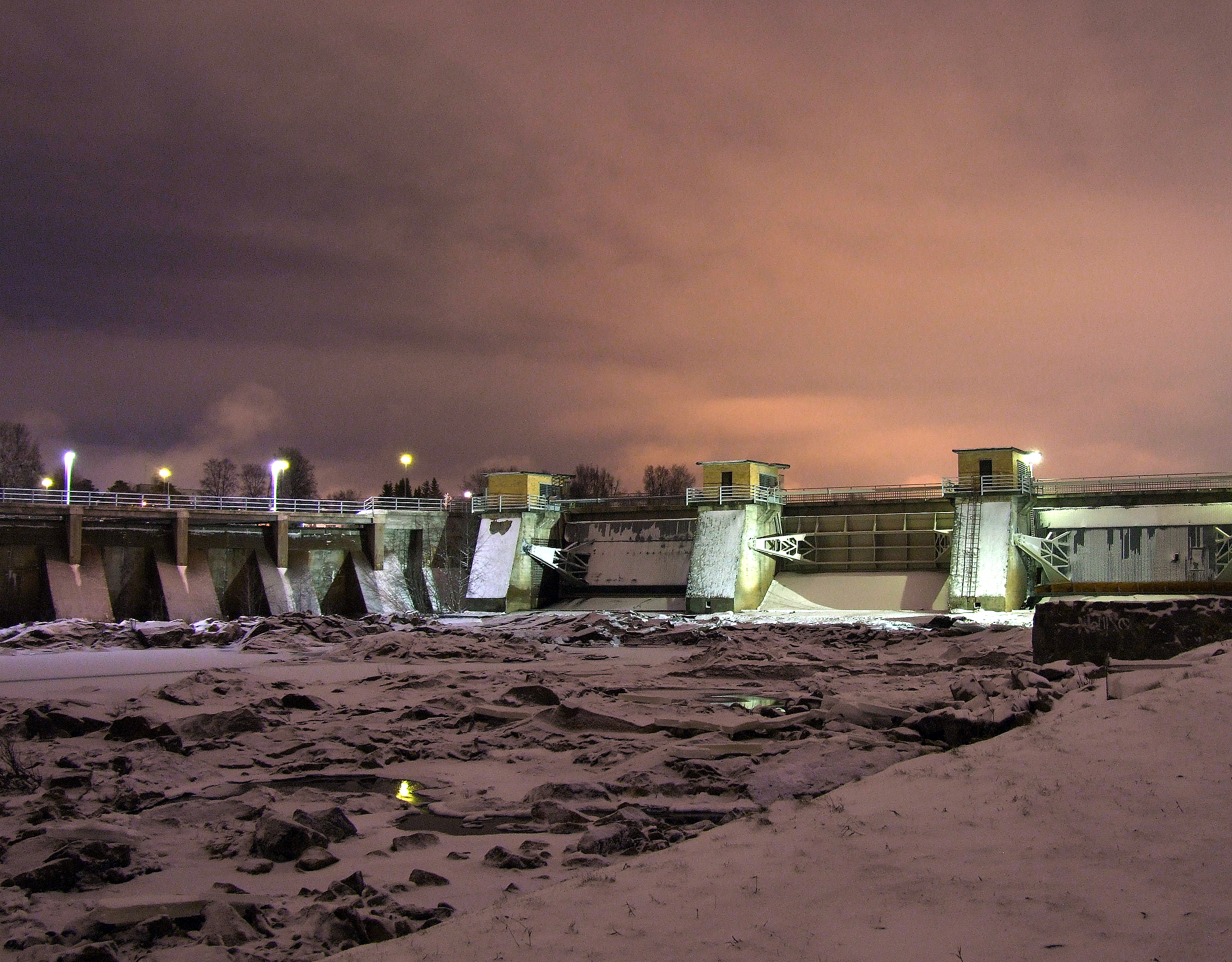
Zapora elektrowni wodnej Merikoski zimą

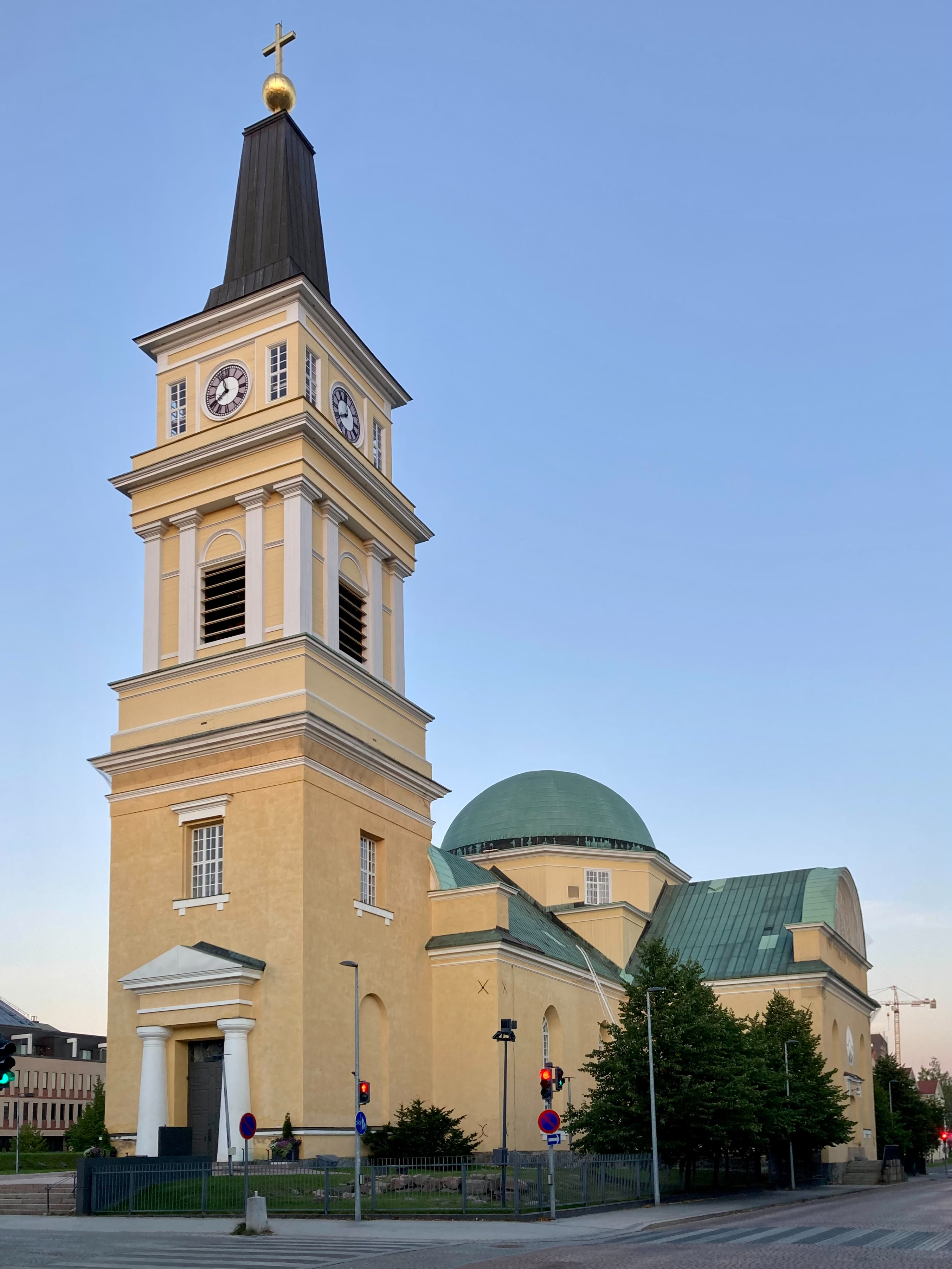
Katedra w Oulu

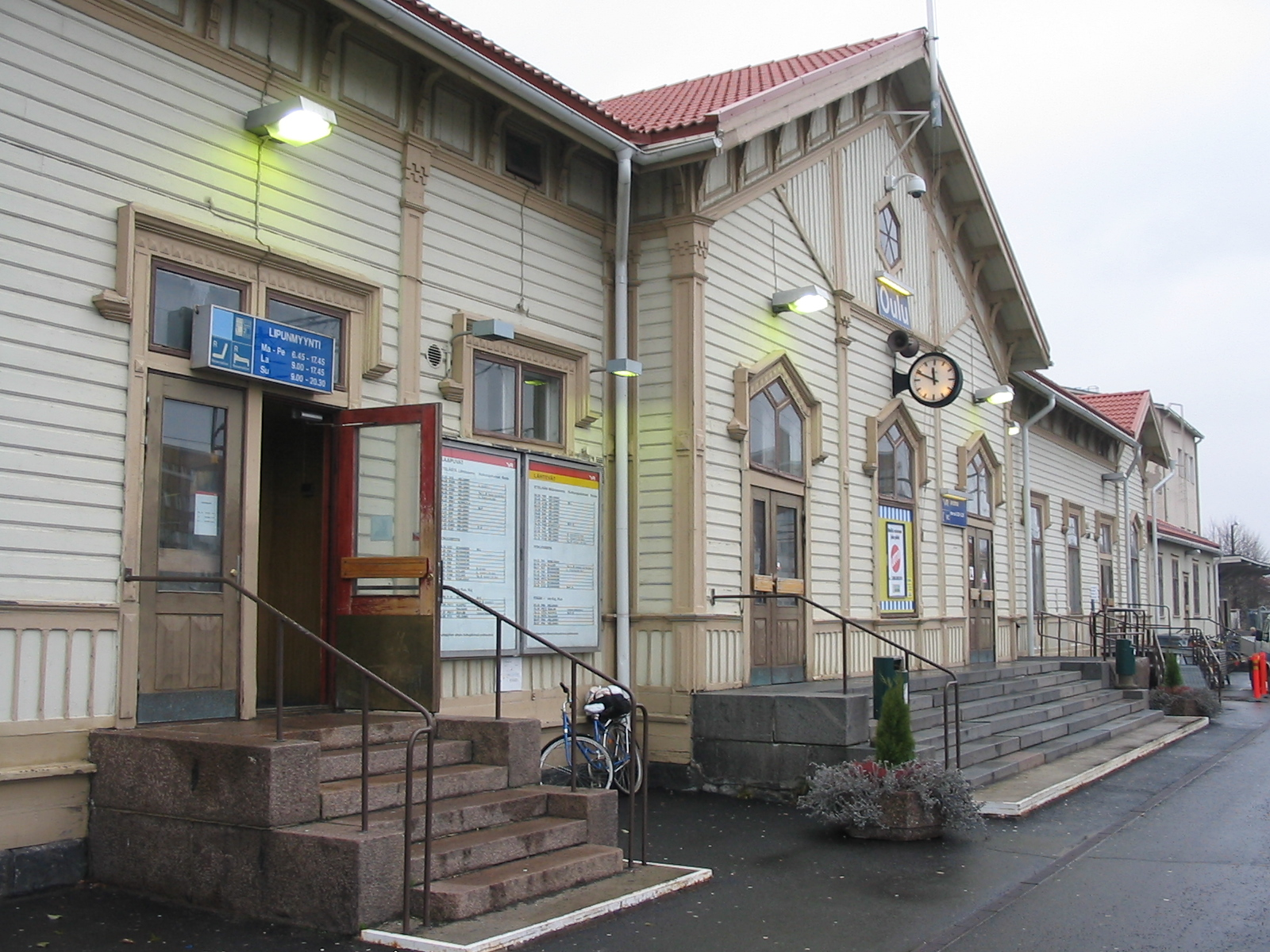
Dworzec kolejowy w Oulu

Oulu (szw. Uleåborg) – miasto w zachodniej Finlandii, od 1776 do 2009 stolica prowincji Oulu. Leży nad Zatoką Botnicką przy ujściu rzeki Oulujoki. Największe miasto leżące poza Finlandią Południową, centrum regionalne o dużym znaczeniu, szóste pod względem liczby ludności miasto Finlandii. Liczba ludności wynosi 211 848 osób. Miasto zajmuje powierzchnię 3 817 km², z czego 2 972 km² to ląd, a 845 km² woda.
Oulu jest ważnym portem Zatoki Botnickiej, zamarzającym przez zimę. Jest też miastem uniwersyteckim, a ze względu na niezwykle efektywną współpracę uniwersytetu, ośrodków badawczych i parku technologicznego zwanym „Doliną Krzemową Północy”. Centrum nowych technologii, w tym uniwersytet, centrum badań w dziedzinie technologii oraz park technologiczny Technopolis, mieści się w północnej części miasta zwanej Linnanmaa. Rozwinięty przemysł chemiczny i drzewny, skórzany i spożywczy. Ważny węzeł kolejowy, ze stacją Oulu i drogowy. Jest to również port handlowy i lotniczy. Miłośnicy sportu znają miasto m.in. dzięki drużynie hokejowej – Kärpät.

## Historia
Słowo Oulu pochodzi najprawdopodobniej z języków saamskich i oznacza powódź, jednakże istnieją też inne teorie o pochodzeniu nazwy.
Ujście Oulujoki do Zatoki Botnickiej było jednym z głównych terytoriów spornych pomiędzy królestwem Szwecji i Nowogrodem Wielkim. Pierwszą próbą wyznaczenia granic pomiędzy dwoma państwami podjęto w 1323 roku w traktacie z Pähkinäsaari. Oulujoki wraz z Oulujärvi znalazły się wówczas na północ od niej, na terytoriach należących do Nowogrodu. Nie powstrzymało to szwedzkich osadników, którzy często osiedlali się poza granicą swojego państwa. W 1375 roku u ujścia Oulujoki powstał zamek Kastelli, umacniający pozycję Szwedów w regionie. W 1590 Pietari Bagge zbudował zamek Oulu na dzisiejszej wyspie Linnansaari. Jednak dopiero w 1595 roku, po pokoju w Tayssina, granica została przesunięta na północ, przyznając Oulujoki Szwecji.
Prawa miejskie Oulu otrzymało w 1605 roku i szybko stało się ważnym miejscem handlowym. Do tego miasta sprowadzano futra z Laponii. W XVIII wieku ulegało licznym pożarom (m.in. w 1654, kiedy spłonął ratusz), więc zachowało się niewiele starych obiektów. W latach 1714–21, podczas tzw. Wielkiego Gniewu, Oulu znajdowało się w pasie ziemi, gdzie toczyły się szczególnie zażarte walki pomiędzy wojskami szwedzkimi i rosyjskimi. Miasto było wielokrotnie plądrowane i palone przez Kozaków. Populacja spadła o prawię połowę (do 400 osób).
Po powodzi w 1724 roku Oulujoki znalazła nowe ujście do morza, odcinając część Toppili od stałego lądu (dziś Toppilansaari). Wyspa była doskonałym miejscem na nowy port i rzeczywiście wkrótce powstała tam przystań, przejmując rolę głównego portu od dotychczasowej przystani Hahtiperä w dzisiejszym centrum miasta. W 1737 roku miasto miało już około 1000 mieszkańców. W 1765 miasto uzyskało prawo do handlu międzynarodowego, choć zagraniczne statki nie mogły zawijać do portu w Oulu. W 1776 roku miasto stało się stolicą prowincji Oulu, a Karl Magnus Jögerhorn jej pierwszym zarządcą.
W 1809 roku, po pokoju w Hamina, kończącym kolejną wojnę rosyjsko-szwedzką, Oulu zostało włączone do Wielkiego Księstwa Finlandii, będącego protektoratem imperium rosyjskiego. W 1822 miasto strawił kolejny wielki pożar. Źródła podają, że spłonęło 330 domów, a tylko 65 uratowało się od ognia. W 1854 w ramach wojny krymskiej w porcie w Oulu stanęła, po ostrzelaniu statków handlowych, brytyjska flota. Miasto nie stawiło oporu, dzięki czemu nie zostało spalone.
W połowie XIX wieku miasto stało się największym na świecie ośrodkiem produkcji smoły. Wtedy też zaczął się rozwijać w mieście przemysł. W 1886 otwarto linię kolejową z Seinäjoki.
W 1917 roku Finlandia ogłosiła niepodległość. Wkrótce potem wybuchła wojna domowa pomiędzy Czerwonymi i Białymi. Walki w Oulu toczyły się w styczniu i lutym 1918 roku. Po zwycięstwie Białych, na Raatinsaari powstał obóz więzienny, w którym zginęły 23 osoby; zamknięto go w sierpniu 1918. Ogólnie w walkach zginęło 90 osób.
Podczas wojny zimowej Oulu również zostało oszczędzone – zostało zbombardowane dwukrotnie, 1 i 21 stycznia 1940, co kosztowało życie 5 osób. W czasie wojny kontynuacyjnej miasto stanowiło jeden z ważniejszych garnizonów armii niemieckiej. Zbombardowane przez lotnictwo radzieckie w lutym 1944.
W 1959 roku założony został uniwersytet. W latach 80. Oulu stało się ważnym ośrodkiem wysokich technologii, w tym przemysłu informatycznego, telekomunikacyjnego, optoelektroniki i zastosowań nowoczesnych technologii w medycynie. W 1990 populacja miasta przekroczyła 100 000. 1 stycznia 2013 roku granice miasta rozszerzyły się: włączono w jego obszar dawne gminy Kiiminki, Haukipudas, Oulunsalo oraz Yli-Ii. Powierzchnia miasta wzrosła wówczas z 1 511,3 km² do 3 113,04 km², a liczba ludności z około 150 tysięcy do 191 tysięcy.

## Podział administracyjny
Oulu podzielone jest na 23 duże dzielnice (fiń. suuralue), które dzielą się w sumie na 106 mniejszych dzielnic (fiń. kaupungiosa). Największe spośród nich (pod względem liczby mieszkańców) to Keskusta, Kaijonharju, Kaakkuri i Koskela.
Lista dzielnic (w nawiasie podano numer porządkowy):
- (1) Keskusta
- (2) Höyhtyä
- (3) Oulunsuu
- (4) Kaukovainio
- (5) Nuottasaari
- (6) Kaakkuri
- (7) Maikkula
- (8) Tuira
- (9) Puolivälinkangas
- (10) Koskela
- (11) Pataniemi
- (12) Kaijonharju
- (13) Myllyoja
- (14) Sanginsuu
- (15) Korvensuora
- (16) Ylikiiminki
- (17) Hiukkavaara
- (20) Haukipudas
- (21) Kello
- (30) Kiiminki
- (31) Jääli
- (40) Oulunsalo
- (50) Yli-Ii

## Gospodarka
W średniowieczu i czasach nowożytnych miasto znane było z handlu dziegciem, śledziami, futrami i produktami ze skóry. W XIX wieku było obok Archangielska najważniejszym północnoeuropejskim portem handlującym dziegciem. Jego produkcja kwitła w głębi kraju, następnie transportowano go w beczkach rzekami na wybrzeże. Beczki ładowano w Oulu na statki i stamtąd płynęły do całej Europy, a często po przeładunku w portach, głównie angielskich, do Ameryki Północnej.
Oprócz tego miasto ma długą tradycję produkcji papieru i przetwórstwa drzewnego. Finlandia jest światowym potentatem w produkcji papieru, największe na świecie fabryki znajdują się właśnie nad Zatoką Botnicką.
Zapotrzebowanie miasta na energię jest pokrywane za pomocą elektrowni Toppila, jednej z największych elektrowni torfowych na świecie, na rzece Oulujoki znajduje się też elektrownia wodna Merikoski (ponad 39 MW). Po południowej stronie Hierasaari i na wszystkich wyspach archipelagu jest wiele nowoczesnych elektrowni wiatrowych.
Obecnie Oulu to miasto uniwersyteckie i centrum technologii informacyjnych. Znajduje się tam wiele drobnych firm informatycznych, a także duży ośrodek badań firmy Nokia. Uniwersytet znajduje się około 6 km od centrum Oulu, w dzielnicy Linnanmaa, gdzie tworzy drugie mniejsze centrum miasta.

### Praca
Ponad 55% zatrudnionych w Oulu pracuje w sektorze usług. Na drugim miejscu znajduje się przemysł, w którym zatrudnione jest 16% (2007).
Najważniejsi pracodawcy w roku 2009:
- Miasto Oulu - 9 674 osób
- Pohjois-Pohjanmaan sairaanhoitopiiri (szpital) – 5 681 osób
- Uniwersytet w Oulu – 2 900 osób
- Grupa Nokia - 2 500 osób
- Nokia Siemens Networks – 2 200 osób

## Religia
Ewangelicko-Luterańska katedra (Oulun tuomiokirkko) znajduje się w centrum miasta. Została wybudowana w 1777 roku. Jest siedzibą diecezji Oulu. W mieście znajduje się też prawosławna katedra Świętej Trójcy (Pyhän Kolminaisuuden katedraali), w dzielnicy Hollihaka około 1 km na południe od centrum.
Do Oulu została skierowana przez Jana Pawła II jedna z pierwszych rodzin w misjach. Znajduje się tu katolicki kościół Świętej Rodziny, założony w 1992 roku. Parafia Świętej Rodziny (fiń. Nasaretin Pyhän Perheen Seurakunta) jest najbardziej wysuniętą na północ w Finlandii.

## Zabytki
- Ruiny zamku Kastelli z 1375 roku. Jest to najstarszy budynek w mieście
- Pozostałości zamku Oulu z 1590 roku na wyspie Linnansaari
- Ratusz miejski z 1880 roku
- Katedra (Tuomiokirkko) z 1770 roku
- Stary cmentarz z około 1600 roku
- Park z około 1600 roku
- Rahtinasaari - wioska położona na wyspie niedaleko twierdzy z XVIII wieku
- Muzeum Sztuki z 1620 roku
- Teatr z 1965 roku
- Pikkisaari – skansen z 1820 roku
- Hala targowa (Kauppatori) z 1890 roku
- Dworzec kolejowy z 1900 roku
- Szkoła tańca z 1885 roku
- Franzénin puisto – park w centrum miasta z 1935 roku

## Transport
Oulu jest ważnym węzłem drogowym. Przez miasto przebiega droga krajowa nr 4, będąca w tym miejscu również elementem tras europejskich E8 (Tromsø – Turku) oraz E75 (Vardø – Sitía). W Oulu rozpoczyna się również droga krajowa nr 20 do Kuusamo oraz nr 22 do Kajaani.
Stacja kolejowa Oulu leży na zbiegu pohjanmaan rata z Seinäjoki, linii Oulu – Tornio i Oulu – Kontiomäki. Najkrótszy czas przejazdu pociągiem z Oulu do Helsinek wynosi 5 godzin 44 minuty. Poza stacją główną w mieście znajdowały się jeszcze dwie inne – Oulu Toppila na odgałęzieniu obecnie rozebranej linii na Vihreäsaari oraz Oulu Tuira na linii do Tornio. Od 2013 roku, w wyniku włączenia gminy Haukipudas w granice Oulu, w mieście znalazła się również stacja Haukipudas.
Port Oulu jest najbardziej ruchliwym portem w Botniku Północnym. Składa się z trzech części:
- Przystani Oritkari, przeładowującej głównie kontenery
- Terminala paliwowego oraz suchych ładunków masowych na Vihreäsaari
- Doków Nuottasaari w bezpośrednim sąsiedztwie papierni Stora Enso

Przystań Toppila, znajdująca się znacznie bliżej centrum miasta, jest obecnie praktycznie nieużywana.
Port lotniczy Oulu jest drugim w Finlandii po Helsinki-Vantaa pod względem liczby pasażerów. Znajduje się on w Oulunsalo, około 15 km na południe od centrum miasta.
Autobusowy transport miejski obsługuje Koskilinjat Oy.

## Sport
- Oulun Kärpät – klub hokejowy
- Oulun Palloseura – klub piłkarski
- Etta Oulu – klub siatkarski
- Sun Oulu – klub siatkarski
- Oulu Rugby Club – klub rugby

## Miasta partnerskie
Oulu posiada 13 miast partnerskich:
- Alta, Norwegia (od 1948)
- gmina Boden, Szwecja (od 1948)
- Bursa, Turcja (od 1978)
- Halle, Niemcy (od 1978)
- Leverkusen, Niemcy (od 1968)
- Odessa, Ukraina (od 1957)
- Siófok, Węgry (od 1978)
- Astana, Kazachstan (od 2013)
- Hangzhou, Chiny (od 2010)
- Matera, Włochy (od 2010 miasto partnerskie Oulunsalo, od 2013 Oulu)
- Szigetszentmiklós, Węgry (od 1992 miasto partnerskie Haukipudas, od 2013 Oulu)

Współpraca z dwoma rosyjskimi miastami została zawieszona w związku z inwazją Rosji na Ukrainę:
- Archangielsk, Rosja (od 1993)
- Kronsztad, Rosja (od 1991 miasto partnerskie Haukipudas, Kiiminki i Yli-Ii, od 2013 Oulu)

## Odległość od innych fińskich miast
- Helsinki 550 km, S
- Jyväskylä 333 km, S
- Kotka 582 km, S
- Kuopio 284 km, SES
- Lahti 505 km, s
- Lappeenranta 548 km, SES
- Pori 501 km, SWS
- Raahe 75 km, SWS
- Rovaniemi 207 km, NE
- Tampere 476 km, S
- Tornio 131 km, NWN
- Turku 620 km, S
- Vaasa 290 km, SWS